# Fundamentalna grupa
U matematičkom polju algebarske topologije, fundamentalna grupa topološkog prostora je grupa klasa ekvivalencije pod homotopijom petlji sadržanih u prostoru. Ona beleži podatke o osnovnom obliku ili rupama topološkog prostora. Fundamentalna grupa je prva i najjednostavnija homotopska grupa. Ona je homotopski invarijantna. Topološki prostori koji su homotopski ekvivalentni (ili u jačem slučaju homeomorfni) imaju izomorfne fundamentalne grupe.
Abelianizacija fundamentalne grupe se može identifikovati sa prvom homolognom grupom prostora. Kada je topološki prostor homeomorfan do simplicijalnog kompleksa, njegova fundamentalna grupa može se eksplicitno opisati u smislu generatora i relacija.
Anri Poenkare je definisao fundamentalnu grupu 1895. godine u svojoj publikaciji „Analiza situsa”. Koncept se pojavio u teoriji Rimanovih površina, u delu Bernharda Rimana, Poenkara i Feliksa Klajna. Opisana su monodromska svojstva kompleksno vrednosnih funkcija, kao i potpuna topološka klasifikacija zatvorenih površina.

## Intuicija
Može se započeti sa prostorom (na primer, površinom) i nekom tačkom u njemu, i svim petljama koje počinju i završavaju u toj tački - stazama koje počinju u toj tački, lutaju okolo i na kraju se vraćaju u početnu tačku. Dve petlje se mogu kombinovati na očigledan način: može se putovati duž prve petlje, a zatim duž druge. Dve petlje smatraju se ekvivalentnim, ako se jedna može deformisati u drugu bez raskidanja. Skup svih takvih petlji sa ovom metodom kombinovanja i stoga ekvivalencijom između njih je fundamentalna grupa za taj dati prostor.

## Istorija
Anri Poenkare je definisao fundamentalnu grupu 1895. godine u svom radu „Analysis situs“. Koncept se pojavio u teoriji Rimanovih površina, u radu Bernharda Rimana, Poenkarea i Feliksa Klajna. On opisuje svojstva monodromije kompleksnih funkcija, i pruža potpunu topološku klasifikaciju zatvorenih površina.

## Definicija
U ovom članku X je topološki prostor. Tipičan primer je površina poput one koja je prikazana desno. Štaviše, {\displaystyle x_{0}} je tačka u X koja se zove osnovna tačka. (Kao što je objašnjeno u daljem tekstu, njena uloga je uglavnom pomoćna.) Ideja definicije homotope grupe je da se odredi koliko (široko gledano) krive na X mogu biti deformisane jedna u drugu. Precizna definicija zavisi od pojma homotopije petlji, koji je objašnjen ispod.

### Homotopija petlji
Za dati topološki prostor X, petlja bazirana u {\displaystyle x_{0}} se definiše da je kontinuirana funkcija (takođe poznata kao kontinuirana mapa)
{\displaystyle \gamma :[0,1]\to X}
takva da su početna tačka {\displaystyle \gamma (0)} i završna tačka {\displaystyle \gamma (1)} obe jednake sa {\displaystyle x_{0}.}
Homotopija je kontinuirana interpolacija između dve petlje. Preciznije, homotopija između dve petlje {\displaystyle \gamma ,\gamma ':[0,1]\to X} (bazirane u istoj tački {\displaystyle x_{0}}) je kontinuirana mapa
{\displaystyle h:[0,1]\times [0,1]\to X,}
tako da je
{\displaystyle h(0,t)=x_{0}} za svako {\displaystyle t\in [0,1],} to jest, početna tačka homotopije je {\displaystyle x_{0}} za svako t (što se često smatra vremenskim parametrom).
{\displaystyle h(1,t)=x_{0}} za svako {\displaystyle t\in [0,1],} to jest, slično krajnja tačka ostaje u {\displaystyle x_{0}} za svako t.
{\displaystyle h(r,0)=\gamma (r),h(r,1)=\gamma '(r)} za svako {\displaystyle r\in [0,1].}
Ako postoji takva homotopija h, {\displaystyle \gamma } i {\displaystyle \gamma '} se smatraju homotopnim. Odnos „{\displaystyle \gamma } je homotopan sa {\displaystyle \gamma '}” je relacija ekvivalencije, tako da se skup klasa ekvivalencije može smatrati:
{\displaystyle \pi _{1}(X,x_{0}):=\{{\text{all loops }}\gamma {\text{ based at }}x_{0}\}/{\text{homotopy}}}
To se naziva fundamentalnom grupom topološkog prostora X i baznom tačkom {\displaystyle x_{0}.} Svrha razmatranja klasa ekvivalencije petlji do homotopije, za razliku od skupa svih petlji (tzv. prostora petlji od X) je da ovaj kasniji, iako je koristan za razne svrhe, prilično je veliki i glomazan objekat. Suprotno tome, gornji kvocijent ima u mnogim slučajevima upravljivu i izračunljivu veličinu.

### Struktura grupe
Prema gornjoj definiciji, {\displaystyle \pi _{1}(X,x_{0})} je samo skup. On postaje grupa (i stoga zaslužuje naziv fundamentalna grupa) koristeći spajanje petlji. Preciznije, za date dve petlje {\displaystyle \gamma _{0},\gamma _{1},} njihov proizvod je definisan kao petlja
{\displaystyle {\begin{aligned}\gamma _{0}\cdot \gamma _{1}:[0,1]&\to X\\(\gamma _{0}\cdot \gamma _{1})(t)&={\begin{cases}\gamma _{0}(2t)&0\leq t\leq {\tfrac {1}{2}}\\\gamma _{1}(2t-1)&{\tfrac {1}{2}}\leq t\leq 1.\end{cases}}\end{aligned}}}
Stoga petlja {\displaystyle \gamma _{0}\cdot \gamma _{1}} prvo sledi petlju {\displaystyle \gamma _{0}} sa „dvostrukom brzinom”, a zatim sledi {\displaystyle \gamma _{1}} sa „dvostrukom brzinom”.
Proizvod dve homotopne klase petlji {\displaystyle [\gamma _{0}]} i {\displaystyle [\gamma _{1}]} je definisan kao {\displaystyle [\gamma _{0}\cdot \gamma _{1}].} Može se pokazati da ovaj proizvod ne zavisi od izbora predstavnika i stoga daje dobro definisanu operaciju na setu {\displaystyle \pi _{1}(X,x_{0}).} Ova operacija pretvara {\displaystyle \pi _{1}(X,x_{0})} u grupu. Njen neutralni element je konstantna petlja, koja ostaje u {\displaystyle x_{0}} za svo vreme t. Inverzna petlja (homotop klase) je ista petlja, ali se prelazi u suprotnom smeru. Formalno,
{\displaystyle \gamma ^{-1}(t):=\gamma (1-t).}
Za tri bazične petlje {\displaystyle \gamma _{0},\gamma _{1},\gamma _{2},} proizvod
{\displaystyle (\gamma _{0}\cdot \gamma _{1})\cdot \gamma _{2}}
je spajanje tih petlji, prelazeći {\displaystyle \gamma _{0}} zatim {\displaystyle \gamma _{1}} sa četvorostrukom brzinom, i zatim {\displaystyle \gamma _{2}} sa dvostrukom brzinom. U poređenju s tim,
{\displaystyle \gamma _{0}\cdot (\gamma _{1}\cdot \gamma _{2})}
prelazi iste putanje (u istom redosledu), ali {\displaystyle \gamma _{0}} sa dvostrukom brzinom, i {\displaystyle \gamma _{1},\gamma _{2}} sa četvorostrukom brzinom. Stoga, zbog različitih brzina, dve staze nisu identične. Aksiom asocijativnosti
{\displaystyle [\gamma _{0}]\cdot \left([\gamma _{1}]\cdot [\gamma _{2}]\right)=\left([\gamma _{0}]\cdot [\gamma _{1}]\right)\cdot [\gamma _{2}]}
konsekventno presudno zavisi od činjenice da se staze razmatraju do homotopije. Oba gornja kompozita su homotopna, na primer, petlja koja prelazi sve tri petlje {\displaystyle \gamma _{0},\gamma _{1},\gamma _{2}} sa trostrukom brzinom. Skup baziran na petljama do homotopije, podržan gore navedenom operacijom pretvara {\displaystyle \pi _{1}(X,x_{0})} u grupu.

### Zavisnost od bazne tačke
Fundamentalna grupa generalno zavisi od izbora bazne tačke, međutim može se pokazati da, sve do izomorfizama (zapravo, čak i do unutrašnjeg izomorfizma), ovaj izbor ne pravi razliku dokle god je prostor X povezan sa putanjom. Stoga za prostore povezane sa stazama mnogi autori pišu: {\displaystyle \pi _{1}(X)} umesto {\displaystyle \pi _{1}(X,x_{0}).}

## Konkretni primeri
Ovaj odeljak navodi neke osnovne primere fundamentalnih grupa. Za početak, u Euklidskom prostoru ({\displaystyle \mathbb {R} ^{n}}) ili bilo koji konveksni podskup od {\displaystyle \mathbb {R} ^{n},} postoji samo jedna homotopijska klasa petlji, a fundamentalna grupa je stoga trivijalna grupa sa jednim elementom. Uopšteno govoreći, bilo koji zvezdani domen – a opet uopšteno, svaki kontrahirni prostor – ima trivijalnu fundamentalnu grupu. Dakle, osnovna grupa ne pravi razliku između takvih prostora.

### 2-sfera
Putem povezan prostor čija je osnovna grupa trivijalna naziva se jednostavno povezan. Na primer, 2-sfera {\displaystyle S^{2}=\left\{(x,y,z)\in \mathbb {R} ^{3}\mid x^{2}+y^{2}+z^{2}=1\right\}} prikazana na desnoj strani, a takođe i sve višedimenzionalne sfere, jednostavno su povezane. Slika ilustruje homotopiju koja sažima jednu određenu petlju u konstantnu petlju. Ova ideja se može prilagoditi svim petljama tako da postoji tačka {\displaystyle (x,y,z)\in S^{2}} nije na slici {\displaystyle \gamma .} Međutim, pošto postoje petlje takve da je {\displaystyle \gamma ([0,1])=S^{2}} (konstruisano od Pino krive, na primer), potpuni dokaz zahteva pažljiviju analizu pomoću alata iz algebarske topologije, kao što je Sajfert–van Kampenova teorema ili teorema o ćelijskoj aproksimaciji.

### Krug
Krug (takođe poznat kao 1-sfera)
{\displaystyle S^{1}=\left\{(x,y)\in \mathbb {R} ^{2}\mid x^{2}+y^{2}=1\right\}}
nije jednostavno povezan. Umesto toga, svaka homotopska klasa se sastoji od svih petlji koje obavijaju krug određeni broj puta (što može biti pozitivno ili negativno, u zavisnosti od smera namotavanja). Proizvod petlje koja se obavija m puta i druge koja se obavija n puta je petlja koja je obavijena m + n puta. Prema tome, osnovna grupa kruga je izomorfna {\displaystyle (\mathbb {Z} ,+),} aditivnoj grupi celih brojeva. Ova činjenica se može koristiti da se daju dokazi Brauerove teoreme o fiksnoj tački i Borsuk–Ulamove teoreme u dimenziji 2.

### Osmica
Osnovna grupa osmice je slobodna grupa na dva slova. Ideja da se ovo dokaže je sledeća: odabirom bazne tačke kao tačke gde se dva kruga sastaju (označeno crnim tačkama na slici desno), bilo koja petlja {\displaystyle \gamma } se može razložiti kao
{\displaystyle \gamma =a^{n_{1}}b^{m_{1}}\cdots a^{n_{k}}b^{m_{k}}}
gde su a i b dve petlje koje se obavijaju oko svake polovine figure kao što je prikazano, i eksponenti {\displaystyle n_{1},\dots ,n_{k},m_{1},\dots ,m_{k}} su celi brojevi. Za razliku od {\displaystyle \pi _{1}(S^{1}),} fundamentalna grupa osmice nije abelova: dva načina sastavljanja a i b nisu homotopna jedan drugom:
{\displaystyle [a]\cdot [b]\neq [b]\cdot [a].}
Uopštenije, fundamentalna grupa buketa od r krugova je slobodna grupa na r slova.
Fundamentalna grupa klinaste sume dva putom povezana prostora X i Y može se izračunati kao slobodan proizvod pojedinačnih fundamentalnih grupa:
{\displaystyle \pi _{1}(X\vee Y)\cong \pi _{1}(X)*\pi _{1}(Y).}
Ovo generalizuje gornja zapažanja pošto je osmica zbir dva kruga.
Fundamentalna grupa ravni probušene u n tačaka je takođe slobodna grupa sa n generatora. Stoga je 'i-ti generator klasa petlje koja obilazi i-ti otvor bez zaobilaženja bilo kog drugog otvora.

### Grafovi
Fundamentalna grupa se može definisati i za diskretne strukture. Konkretno, razmotrimo povezani graf G = (V, E), sa naznačenim vrhom v0 u V. Petlje u G su krugovi koji počinju i završavaju na v0. Neka je T rasponsko stablo od G. Svaka prosta petlja u G sadrži tačno jednu ivicu u E \ T; svaka petlja u G je konkatinacija takvih jednostavnih petlji. Dakle, fundamentalna grupa grafa je slobodna grupa, u kojoj je broj generatora tačno broj ivica u E \ T. Ovaj broj je jednak |E| − |V| + 1.
Na primer, pretpostavimo da G ima 16 vrhova raspoređenih u 4 reda od po 4 temena, sa ivicama koje povezuju vrhove koji su susedni horizontalno ili vertikalno. Tada G ima ukupno 24 ivice, a broj ivica u svakom rasponskom stablu je 16 − 1 = 15, tako da je osnovna grupa G slobodna grupa sa 9 generatora. Primetno je da G ima 9 „otvora”, slično kao buket od 9 krugova, koji ima istu fundamentalnu grupu.

### Grupe čvorova
Grupe čvorova su po definiciji fundamentalna grupa komplementa čvora K ugrađenog u {\displaystyle \mathbb {R} ^{3}.} Na primer, grupa čvorova trolistnog čvora je poznata kao grupa pletenica {\displaystyle B_{3},} što daje još jedan primer neabelove fundamentalne grupe. Virtingerova prezentacija eksplicitno opisuje grupe čvorova u smislu generatora i odnosa na osnovu dijagrama čvora. Prema tome, grupe čvorova imaju izvesnu upotrebu u teoriji čvorova pri razlikovanju čvorova: ako {\displaystyle \pi _{1}(\mathbb {R} ^{3}\setminus K)} nije izomorfna nekoj drugoj grupi čvorova {\displaystyle \pi _{1}(\mathbb {R} ^{3}\setminus K')} drugog čvora K′, onda K ne može biti transformisan u K′. Tako se trolistni čvor ne može kontinuirano transformisati u krug (takođe poznat kao nečvor), pošto ovaj drugi ima grupu čvorova {\displaystyle \mathbb {Z} }. Postoje, međutim, čvorovi koji se ne mogu deformisati jedan u drugi, ali imaju izomorfne grupe čvorova.

### Orijentisane površine
Fundamentalna grupa roda n orijentibilne površine može se izračunati u smislu generatora i odnosa kao
{\displaystyle \left\langle A_{1},B_{1},\ldots ,A_{n},B_{n}\left|A_{1}B_{1}A_{1}^{-1}B_{1}^{-1}\cdots A_{n}B_{n}A_{n}^{-1}B_{n}^{-1}\right.\right\rangle .}
Ovo uključuje torus, što je slučaj roda 1, čija je fundamentalna grupa
{\displaystyle \left\langle A_{1},B_{1}\left|A_{1}B_{1}A_{1}^{-1}B_{1}^{-1}\right.\right\rangle \cong \mathbb {Z} ^{2}.}

## Literatura
- Adams, John Frank (1978), Infinite loop spaces, Annals of Mathematics Studies, 90, Princeton University Press, ISBN 978-0-691-08207-3, MR 505692
- Brown, Ronald (2006). Topology and Groupoids. Booksurge. ISBN 1-4196-2722-8.
- Bump, Daniel (октобар 2013). Lie Groups. Springer. ISBN 978-1-4614-8023-5.. |doi=10.1007/978-1-4614-8024-2|title=Lie Groups|volume=225|last1=Bump|first1=Daniel|author1-link=Daniel Bump|publisher=Springer|year=2013|edition=2nd|series=Graduate Texts in Mathematics}}
- Crowell, R.H.; Fox, Ralph (1963), Introduction to Knot Theory, Springer
- El Zein, Fouad; Suciu, Alexander I.; Tosun, Meral; Uludağ, Muhammed; Yuzvinsky, Sergey (2010). Arrangements, Local Systems and Singularities: CIMPA Summer School, Galatasaray University, Istanbul, 2007. Birkhäuser Basel. ISBN 978-3-0346-0208-2.
- Forster, Otto (1981). Lectures on Riemann Surfaces. Springer. ISBN 0-387-90617-7.
- Goerss, Paul G.; Jardine, John F. (1999), Simplicial Homotopy Theory, Progress in Mathematics, 174, Basel, Boston, Berlin: Birkhäuser, ISBN 978-3-7643-6064-1
- Grothendieck, Alexandre; Raynaud, Michèle (2003), Séminaire de Géométrie Algébrique du Bois Marie - 1960-61 - Revêtements étales et groupe fondamental - (SGA 1) (Documents Mathématiques 3), Paris: Société Mathématique de France, стр. xviii+327, see Exp. V, IX, X, ISBN 978-2-85629-141-2, arXiv:math.AG/0206203  Непознати параметар |orig-date= игнорисан (помоћ)
- Hall, Brian C. (2015), Lie Groups, Lie Algebras, and Representations: An Elementary Introduction, Graduate Texts in Mathematics, 222 (2nd изд.), Springer, ISBN 978-3319134666
- Peter Hilton and Shaun Wylie, Homology Theory, Cambridge University Press (1967) [warning: these authors use contrahomology for cohomology]
- Humphreys, James E. (2004). Linear Algebraic Groups. Graduate Texts in Mathematics. Springer. ISBN 9780387901084.
- Humphreys, James E. (1972). Introduction to Lie Algebras and Representation Theory. Springer. ISBN 0-387-90052-7.
- Maunder, C. R. F. (januar 1996). Algebraic Topology. Dover Publications. ISBN 0-486-69131-4.
- Massey, William S. (1991), A Basic Course in Algebraic Topology, Springer, ISBN 038797430X
- May, J. Peter (1999). A Concise Course in Algebraic Topology. ISBN 9780226511832.
- Deane Montgomery and Leo Zippin, Topological Transformation Groups, Interscience Publishers (1955)
- Munkres, James R. (2000). Topology. Prentice Hall. ISBN 0-13-181629-2.
- Rotman, Joseph (22. 7. 1998). An Introduction to Algebraic Topology. Springer-Verlag. ISBN 0-387-96678-1.
- Rubei, Elena (2014), Algebraic Geometry, a concise dictionary, Berlin/Boston: Walter De Gruyter, ISBN 978-3-11-031622-3
- Seifert, Herbert; Threlfall, William (1980), A Textbook of Topology, Превод: Heil, Wolfgang, Academic Press, ISBN 0-12-634850-2
- Singer, Isadore. M.; Thorpe, J. A. (10. 12. 1976). Lecture Notes on Elementary Topology and Geometry. ISBN 0-387-90202-3.
- Spanier, Edwin H. (1989). Algebraic Topology. Springer. ISBN 0-387-94426-5.
- Strom, Jeffrey (2011), Modern Classical Homotopy Theory, AMS, ISBN 9780821852866
- Lang, Serge (1997), Undergraduate analysis, Undergraduate Texts in Mathematics (2nd изд.), Berlin, New York: Springer-Verlag, ISBN 978-0-387-94841-6
- Searcóid, Mícheál Ó (2006), Metric spaces, Springer undergraduate mathematics series, Berlin, New York: Springer-Verlag, ISBN 978-1-84628-369-7

## Spoljašnje veze
- „Fundamental group”. PlanetMath.
- „Fundamental groupoid”. PlanetMath.
- Weisstein, Eric W. „Fundamental group”. MathWorld.